# ワルプルガ

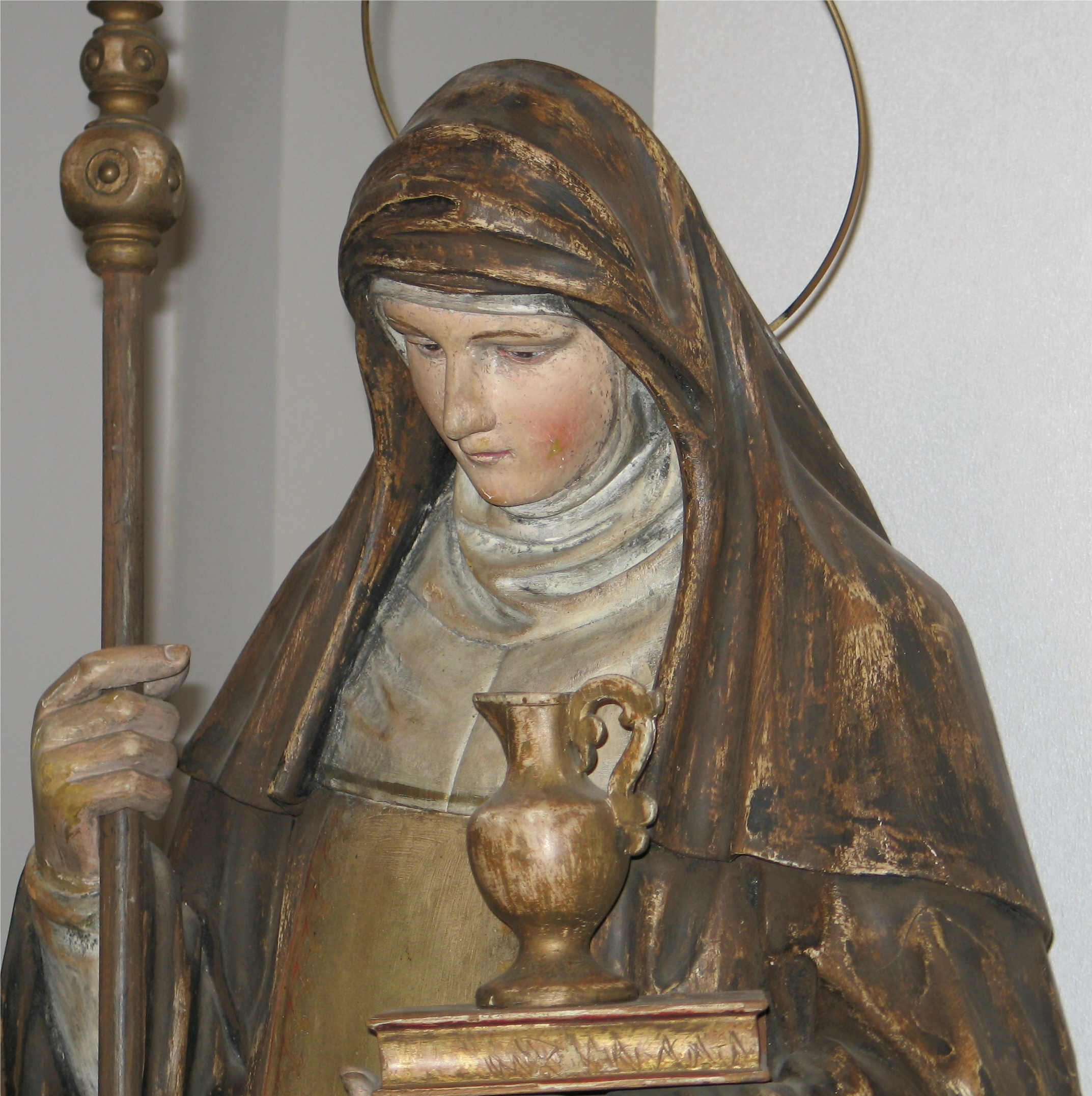
聖ワルプルガの像（ルクセンブルクの教会で）

ワルプルガ（英語: Walpurga、710年 – 777年または779年2月25日）は、聖ワルブルガ (（英語: Saint Walburga）とも呼ばれ、8世紀にフランク王国にキリスト教を広めたイングランド出身の宣教師たちのひとりであった。
ワルプルガは、イングランドの南西部のデヴォン州で生まれた。長じて、聖ボニファティウスを叔父と兄たちと共に助けて、フランク王国（ヴュルテンベルクとフランコニア）で、宣教活動に従事した。フランクフルトの修道院で医術も学び、後に兄たちが設立したハイデンハイムの女子修道院の院長を務め、兄たちが亡くなってからは男子修道院の院長も務めた。彼女はバイエルンのアイヒシュテットで亡くなっている。
ワルプルガは厳格な訓練のおかげで、兄の伝記をラテン語で書いているので、その意味で英国およびドイツの初めての女性作家ともいわれる
彼女は870年5月1日に教皇アドリアヌス2世により列聖された。聖人暦にある聖ワルプルガの祝日（2月25日）は祝われなくなったが、彼女の名はメイ・デーの前夜祭「ヴァルプルギスの夜」として残っている。

## 参照項目
- アングロ・サクソンの宣教（英語版）